# Чевиот
Чевиот[уточнить] (англ. The Cheviot) — холм в цепи Чевиот-Хилс.
Высота над уровнем моря — 815 метра. Это самая высокая точка графства Нортамберленд и всей Северо-Восточной Англии. От административной границы с Шотландией Чевиот отделяют около двух километров.
Чевиот расположен на территории национального парка Нортамберленд. Рядом проложена тропа Пеннин-Уэй.
Геологически Чевиот является потухшим вулканом, образовавшимся в Нижнем Девоне около 390 млн лет назад. Гора сильно разрушена эрозией, и первоначально её высота могла достигать 3000 м, а диаметр — 60 км. Это сравнимо со стратовулканом Этна на Сицилии.
Для покорения вершины Чевиота не нужны профессиональные навыки, холм популярен как самая высокая точка одного из графств, он включён в списки Хьюитта (вершины Англии, Ирландии и Уэльса выше 610 метров (2000 футов)), Мэрилин (2010 точек Британских островов), Каунти-Топ (высшие точки графств) и Наттолл.

## Галерея

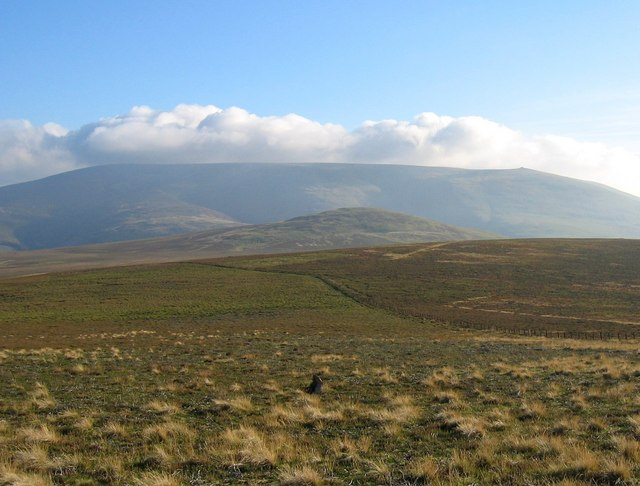
Чевиот в сентябре
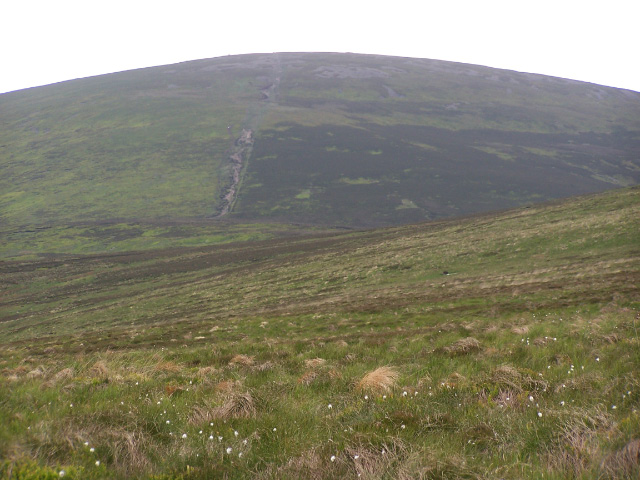
Чевиот в мае
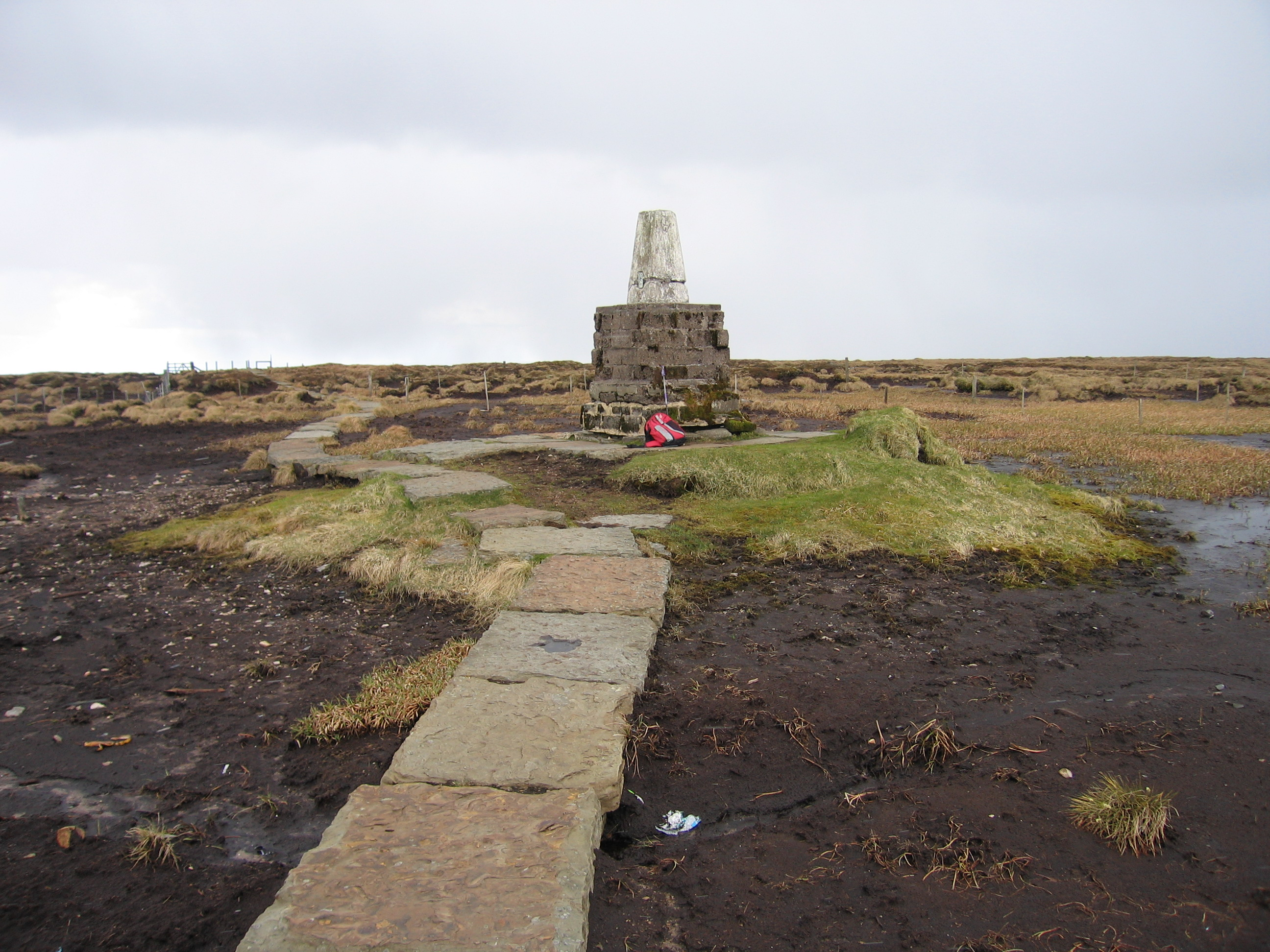
Вершина Чевиота
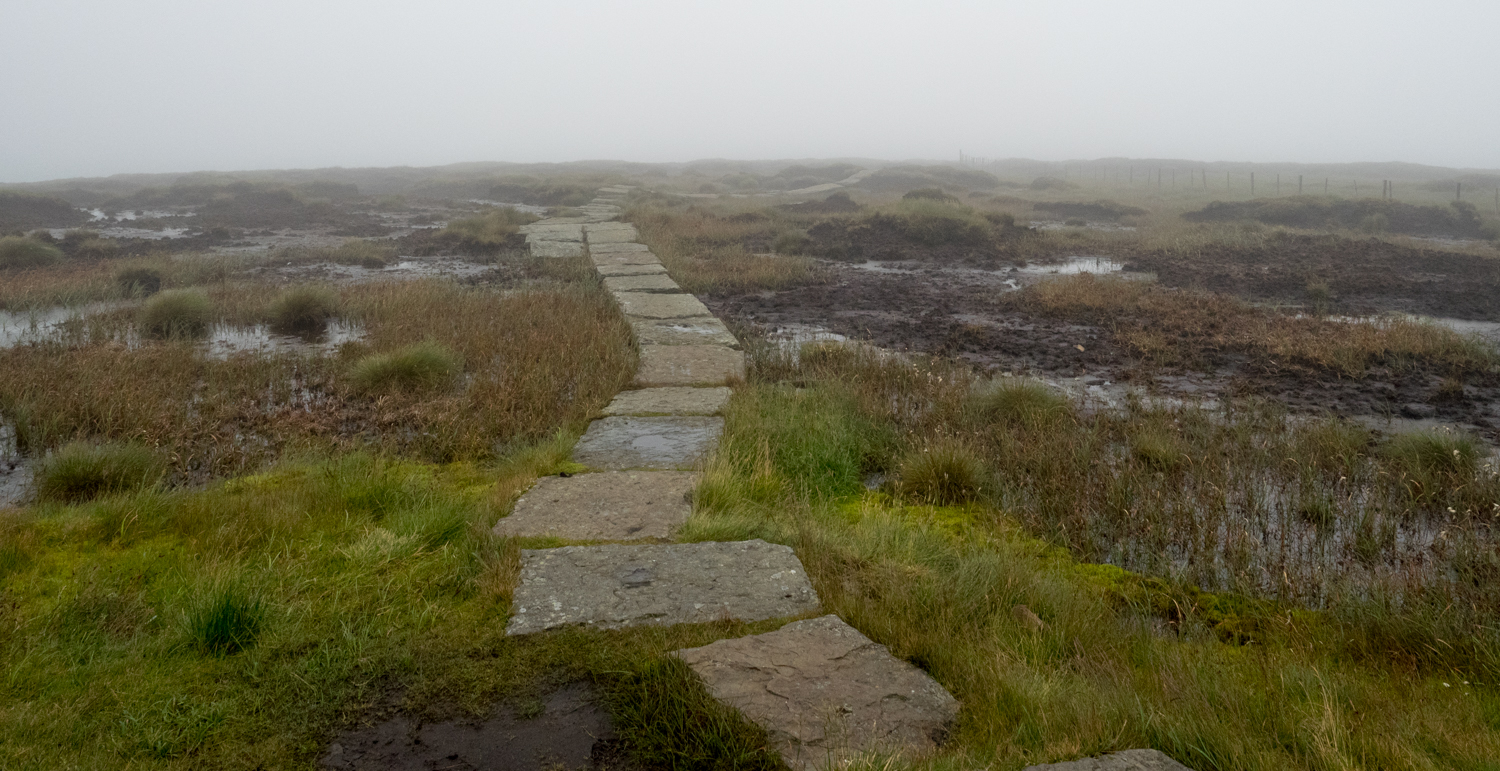
Каменная тропа